# Emmett Branch
Emmett Forrest Branch (* 16. Mai 1874 in Martinsville, Indiana; † 23. Februar 1932 ebenda) war ein US-amerikanischer Politiker und zwischen 1924 und 1925 der 31. Gouverneur von Indiana.

## Frühe Jahre
Emmett Branch besuchte nach der Grundschule bis 1896 die University of Indiana. Nach einem anschließenden Jurastudium wurde er im Jahr 1899 als Rechtsanwalt zugelassen. Anschließend praktizierte er in seinem neuen Beruf in Martinsville. Während des Spanisch-Amerikanischen Krieges war er als Leutnant bzw. Oberleutnant in der US-Armee. Danach gehörte er der Nationalgarde von Indiana an. Im Jahr 1916 wurde er noch einmal militärisch während eines Grenzkonflikts mit Mexiko eingesetzt. Während des Ersten Weltkriegs stieg er bis zum Oberstleutnant auf. Er war unter anderem Kommandeur einer in Texas stationierten Einheit.

## Politische Laufbahn
Neben seiner militärischen Laufbahn war Branch seit 1903 politisch aktiv. Als Mitglied der Republikanischen Partei war er zwischen 1903 und 1909 Abgeordneter im Landesparlament von Indiana. Im Jahr 1920 wurde er als Kandidat seiner Partei zum neuen Vizegouverneur von Indiana gewählt. Nach dem am 30. April 1924 erfolgten Rücktritt des amtierenden Gouverneurs Warren McCray, der wegen Betrugs angeklagt war, fiel Branch als dessen Stellvertreter das Amt des Gouverneurs von Indiana zu. Er musste die angebrochene Amtszeit seines Vorgängers bis zum 12. Januar 1925 beenden. In den verbleibenden acht Monaten als Gouverneur setzte sich Branch für den weiteren Ausbau des Straßennetzes und eine Verbesserung des Schulwesens ein. Damals fand auch die erste Sicherheitskonferenz in Indiana statt (State Safety Conference).

## Weiterer Lebenslauf
Emmett Branch bewarb sich 1924 nicht um eine Wiederwahl. Daher schied er im Januar 1925 aus dem Amt des Gouverneurs aus. Er zog sich dann aus der Politik zurück und widmete sich seinen privaten Interessen. Emmett Branch starb im Jahr 1932. Er war mit Katherine Bain verheiratet. Gemeinsam hatten sie ein Kind.